# Declana floccosa
Declana floccosa är en fjärilsart som beskrevs av Walker 1858. Declana floccosa ingår i släktet Declana och familjen mätare. Inga underarter finns listade i Catalogue of Life.

## Bildgalleri

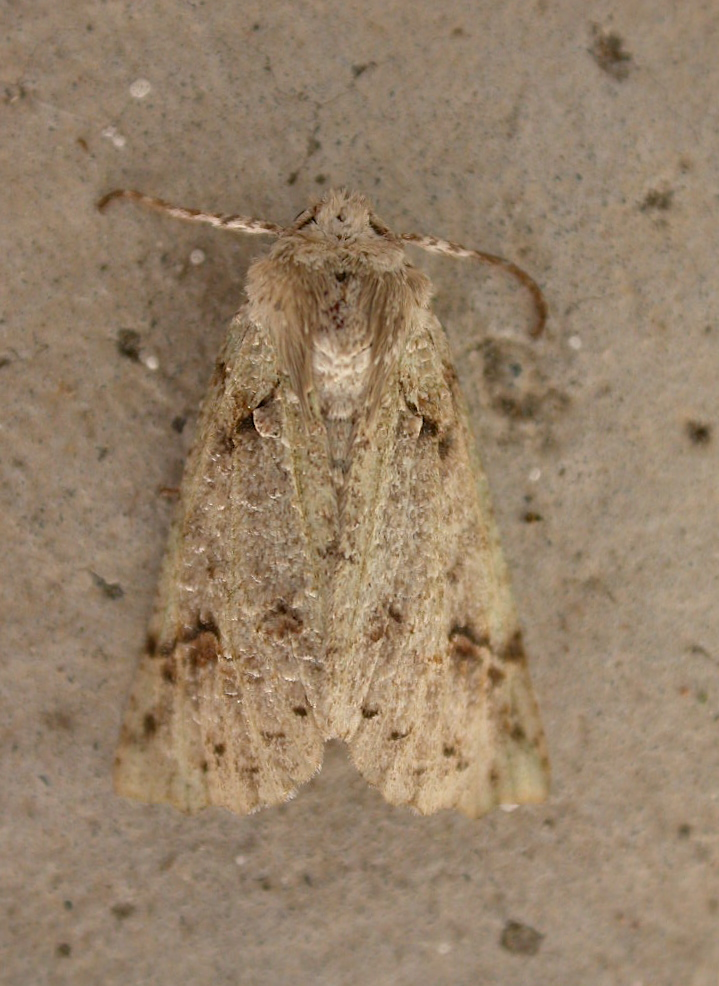